# Bourg-de-Bigorre
Bourg-de-Bigorre település Franciaországban, Hautes-Pyrénées megyében. Lakosainak száma 196 fő (2022. január 1.). Bourg-de-Bigorre Bonnemazon, Benqué-Molère, Bettes, Castillon, Esconnets, Escots, Espieilh és Sarlabous községekkel határos.

## Népesség
A település népességének változása:
| Lakosok száma | 169  | 187  | 200  | 197  | 196  | 196  | 196  | 196  | 196  |
|               | 2013 | 2015 | 2016 | 2017 | 2018 | 2019 | 2020 | 2021 | 2022 |